# Xiao Yang
Pour les articles homonymes, voir Yáng (扬).
Xiao Yang (肖扬) - né le 1er août 1938 à Heyuan, province du Guangdong (Chine) et mort le 19 avril 2019 à Pékin, est un magistrat et homme politique chinois.

## Biographie
De nationalité han, Xiao Yang a adhéré au Parti communiste chinois (PCC) au moment de la Révolution culturelle, en mai 1966. Il est diplômé du Département des sciences juridiques de l'université du peuple de Chine (Renmin University of China) (中国人民大学) à Beijing. 
Il a assumé successivement les fonctions de procureur général adjoint du Parquet populaire provincial du Guangdong et de secrétaire adjoint de son groupe dirigeant du PCC de 1983 à 1986, puis de procureur général et de secrétaire du groupe dirigeant du PCC de ce même parquet entre 1986 et 1990. 
Procureur général adjoint du Parquet populaire suprême de Chine et membre de son groupe dirigeant du PCC de 1990 à 1992 et procureur général adjoint et secrétaire adjoint du groupe dirigeant du PCC du Parquet populaire suprême de Chine de 1992 à 1993, Xiao Yang assumait les fonctions de ministre de la Justice et de secrétaire du groupe dirigeant du PCC de ce ministère entre 1993 et 1998, lorsqu'il a été élu, en mars 1998, par l'Assemblée populaire nationale (APN, Parlement chinois) président de la Cour populaire suprême de Chine, et choisi comme secrétaire de son groupe dirigeant du PCC et membre de la Commission de la Justice. 
Il est membre des 15e et 16e Comités centraux du PCC.
Le 16 mars 2003, Xiao Yang a été réélu président de la Cour populaire suprême de Chine, lors de la 6e séance plénière de la première session de la 10e Assemblée populaire nationale.
Dans le rapport sur l'activité de la Cour populaire suprême, qu'il a présenté en mars 2004 lors de la 2e session de la 10e Assemblée populaire nationale, Xiao Yang a particulièrement insisté sur la répression de la criminalité économique : « Les cours populaires doivent donner une punition sévère aux actions qui violent les intérêts légitimes des investisseurs, des consommateurs et les droits légitimes de ceux qui ont la propriété intellectuelle ». Il a également fait valoir des préoccupations d'ordre environnemental, estimant que les tribunaux devaient « assurer, selon les lois, l'exploitation et l'utilisation raisonnables des ressources naturelles des terres, des mines et des forêts ».
En 2006, il est revenu, dans son rapport annuel présenté devant les députés de l'APN, sur les questions de protection de la propriété intellectuelle, qui semblent préoccuper au plus haut point les dirigeants chinois : « Nous avons renforcé nos efforts pour la protection de la propriété intellectuelle, en favorisant la capacité d'innovation et l'établissement d'un système innovateur pour le pays ». 
Dans un entretien accordée à l'agence de presse Xinhua le 12 mars 2006, le président de la Cour populaire suprême a indiqué, par ailleurs, que la Chine n'était pas disposée à abolir la peine de mort pour le moment, même s'il considère qu'elle « doit être appliquée avec prudence ».